# Lubusz
Lubusz là một tỉnh của Ba Lan, giáp biên giới với các bang Brandenburg và Sachsen của Đức. Tỉnh lỵ là thành phố Gorzów Wielkopolski. Tỉnh có diện tích 13.984,44 ki-lô-mét vuông, dân số thời điểm giữa năm 2004 là 1.009.177 người.

## Các thành phố thị xã
Tỉnh có thành phố và thị xã. Bản sau đây sắp xếp theo thứ tự dân số giảm dần (số liệu dân số thời điểm năm 2006)